# Francisco Hernández de Córdoba (Nicaragua)

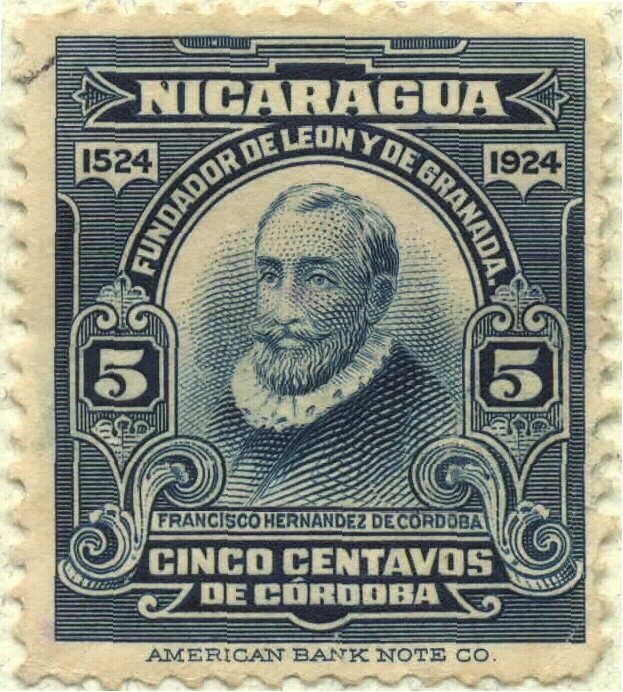
Portret van Francisco Hernández de Córdoba op een Nicaraguaanse postzegel.

Francisco Hernández de Córdoba, ook wel Fernández de Córdoba genoemd, was een Spaanse conquistador. Hij wordt gezien als de ontdekker van Nicaragua en stichtte daar de steden Granada en León. Hij stierf in 1526.
De Nicaraguaanse munt, de Córdoba, is naar hem vernoemd.